# Districte d'Antrim
Antrim és un districte d'Irlanda del Nord. És un dels 26 districtes creats el 1973 i que va rebre estatut de borough el 9 de maig de 1977. El burg cobreix una àrea de 570 kilòmetres quadrats i té una població de 53.428 habitants segons el cens de 2011. Està situat 31 kilòmetres al nord-oest de Belfast. Fa frontera amb el marge oriental del Llac Neagh i inclou les ciutats d'Aontroim, Toomebridge, Crumlin, Randalstown, Parkgate i Templepatrick. La seu del consell es troba a la ciutat d'Antrim. Tot i que el burg no es troba a l'Àrea Metropolitana de Belfast, té al seu territori l'aeroport internacional de la ciutat i moltes ciutats dormitori.

## Consell municipal
El burg se subdivideix en tres àrees electorals: Antrim South-East, Antrim North-West i Antrim Town, d'on surten elegits 19 membres. El febrer de 2011 la representació corresponia als següents partits: 5 Partit Democràtic Unionista (DUP), 5 Partit Unionista de l'Ulster (UUP), 3 Sinn Féin, 3 Alliance Party, 2 Social Democratic and Labour Party (SDLP) i 1 Veu Unionista Tradicional. Les eleccions es convoquen cada quatre anys mitjançant el sistema de representació proporcional.
D'entre els consellers electes són votats un alcalde i un tinent d'alcalde en la reunió anyal de juny. Per a l'any cívic 2012/2013 l'alcalde d'Antrim és Roy Thompson (DUP) i el tinent d'alcalde Roderick Swann (UUP).

## Economia
L'economia de la zona gira al voltant de la construcció, la distribució, el transport i l'hostaleria. Compta amb una infraestructura de transport ben desenvolupada que proporciona un fàcil accés a totes les principals portes d'entrada per Irlanda del Nord i a totes les parts de la regió. La ciutat d'Antrim es troba en dos dels principals corredors de transport, el corredor Belfast-Derry i el corredor sud. L'Aeroport Internacional de Belfast es troba dins de la ciutat, només a 6,4 kilòmetres de la ciutat d'Antrim